# Хукс, Линда
Ли́нда Хукс (англ. Linda Hooks; род. 29 сентября 1951, Ливерпуль) — британская актриса, телеведущая и модель, победительница конкурса красоты «Мисс Интернешнл 1972».

## Биография
Уроженка Ливерпуля Хукс в 1972 году стала победительницей конкурса «Мисс Интернешнл» и получила специальную награду «Мисс Фотогеничность». Она стала второй представительницей Великобритании после Валери Холмс, которая выиграла «Мисс Интернешнл» в 1969 году.
Победа на «Мисс Интернешнл» принесла ей известность и она стала работать телеведущей программы «Распродажа века» в паре с Николасом Парсонсом. Всего в период с 1975 по 1977 год она приняла участие в 30 выпусках. 
Она снималась в фильмах и сериалах, среди её работ были роли во франшизе «Так держать…» и в телесериале «Космос: 1999».